# Laberintos, revista de estudios sobre los exilios culturales españoles
Laberintos es una revista de periodicidad anual editada por la Biblioteca Valenciana Nicolau Primitiu y dedicada a reconstruir la memoria de los exilios culturales españoles. Su contenido se publica en español y se centra fundamentalmente en el exilio republicano del 39, pero también muestra su interés por el estudio de otros episodios importantes como el exilio liberal del siglo XIX, el judío del XIV-XV o el morisco del siglo XVI.
El origen de la revista está ligado a la Colección del Exilio de la Biblioteca Valenciana, que custodia libros, periódicos y documentos de archivo procedentes de personalidades e instituciones del exilio tales como Vicente Llorens, Guillermina Medrano, Rafael Supervía, Jesús Martínez Guerricabeitia, Ignacio Soldevila, José Rodríguez Olazábal, Juan Gil-Albert o la Casa Regional Valenciana en Méjico. 
Dirigida desde sus inicios por Manuel Aznar Soler, en la revista han participado cerca de un centenar de colaboradores.

## Trayectoria
Laberintos apareció en el año 2002 y lo hizo como Anuario de estudios sobre los exilios culturales españoles. A partir del número 4 (2005) pasó a ser Revista de estudios sobre los exilios culturales españoles. Desde el número 12 (2010) se publica, también, en versión digital en la Biblioteca Valenciana Digital BIVALDI y en el portal web de la Biblioteca Valenciana.